# 小行星2850
小行星2850（2850 Mozhaiskij）是一颗围绕太阳公转的小行星。1978年10月2日，柳德米拉·朱拉夫寥娃在克里米亚发现了此天体。
該小行星以俄羅斯航空先驅亞歷山大·莫茲斯基命名。
这颗小行星的绝对星等为345.35466等。